# Conus glans
Conus glans é uma espécie de gastrópode do gênero Conus, pertencente a família Conidae.

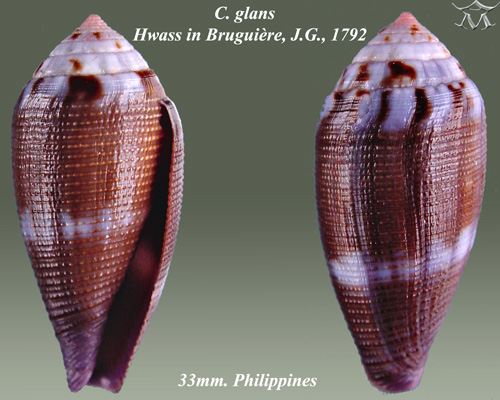
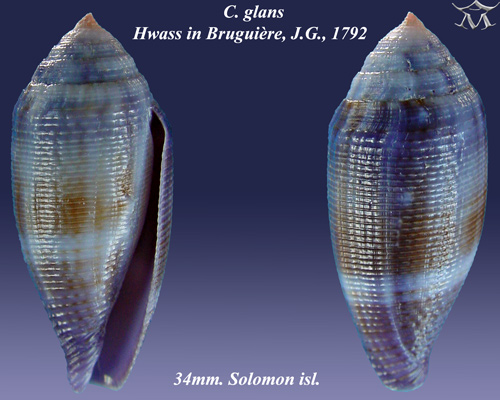